# Adipinsäuremonoethylester
Adipinsäuremonoethylester ist eine organische chemische Verbindung aus der Gruppe der Adipinsäureester. Es ist bei Raumtemperatur ein farbloser Feststoff. Gewonnen wird es durch Veresterung von Adipinsäure mit Ethanol.